# NGC 100
NGC 100 là một thiên hà nằm cách Hệ Mặt trời  khoảng 60 triệu năm ánh sáng trong chòm sao Song Ngư. Nó có cấp sao biểu kiến 13,2. Nó nằm ở xích kinh 24 phút 2,8 giây, xích vĩ +16°29'11". Nó được nhà thiên văn học người Mỹ Lewis Swift phát hiện lần đầu tiên vào ngày 10 tháng 11 năm 1885.